# فهرست سامورایی‌های دوره سنگوکو
فهرست سامورایی‌های دوره سنگوکو

## سامورایی
A
- آکای نائوماسا
- آکای تروکو
- آکائو کیوتسونا
- آکاشی تاکه‌نوری
- آکچی هیده‌میتسو
- آکچی هیده‌میتسو
- آکچی میتسوتادا
- آکچی میتسوتسونا
- آکچی میتسویوشی
- آکی‌یاما نوبوتومو
- آماکاسا کاگه‌موچی
- آنایاما نوبوکیمی
- آنایاما نوبوتومو
- آندو موریناری
- آساکورا کاگه‌آکی
- آزای هیساماسا
- آزای سوکه‌ماسا

B
- بابا نوبوهارو
- بان نائویوکی

C
- چایا شیروجیرو
- چوسوکابه نوبوچیکا

D
- داته شیگه‌زانه

E
- اندو نائوتسونه

G
- گوتو موتوتسوگو

H
- هارا ماساتانه
- هاشیبا هیده‌کاتسو
- هاتتوری ماسانوری
- هایاشی ناریناگا
- هوندا ناریشیگه
- هوندا شیگه‌تسوگو
- هونجو شیگه‌ناگا
- هوجو تسوناشیگه
- هوجو اوجیکونی
- هوجو اوجینوری
- هوجو اوجیترو
- هوشینا ماساتوشی

I
- ایچینومیا مونه‌کوره
- ای نائوچیکا
- ای نائوموری
- ای نائوتورا
- ایکدا موتوسوکه
- ایمافوکو ماساکازو
- اینابا یوشی‌میچی
- ایریکی-این شیگه‌تومو
- ایشیکاوا کازوماسا
- اینوئو نوریتسورا
- اینوئو تسوراتاتسو
- ایسونو کازوماسا
- ایواناری تومومیچی

K
- کای هیمه
- کاکیزاکی کاگه‌ایه
- کانی سایزو
- کاراساوا گنبا
- کاتاکورا شیگه‌ناگا
- کاتسورایاما اوجیموتو
- کیمورا شیگه‌ناری
- کوبایاکاوا هیده‌کانه
- کوجیما یاتارو
- کوساکا ماسانوبو
- کوکی یوشیتاکا
- کوکی موریتاکا
- کومابه چیکاناگا

M
- مائدا ناگاتانه
- مائدا توشیماسا
- مائدا توشی‌هارو
- ماگارا نائوتاکا
- ماتسودا ماساچیکا
- ماتسودایرا نوبویاسو
- ماتسوناگا هیساهیده
- موری ناگایوشی
- موری رانمارو
- موری یوشی‌ناری
- موری کاتسوناگا
- موری موتوکیو
- موری یوشیکاتسو
- مورای ناگایوری
- موراکامی یوشیکیو

N
- ناگانو ناریماسا
- ناگائو فوجیکاگه
- ناگائو ماساکاگه
- ناگائو تامه‌کاگه
- نایتو ماساتویو
- ناکاگاوا هیده‌ماسا
- نائوئه کاگه‌تسونا
- نائوئه کانه‌تسوگو
- ناتسومه یوشینوبو
- نیئرو تاداموتو
- نومی مونه‌کاتسو

O
- اوباتا ماساموری
- اوباتا توراموری
- اوبو توراماسا
- اودا هیده‌نوبو
- اودا هیده‌تاکا
- اودا کاتسوناگا
- اودا نوبوهارو
- اودا نوبوهیرو
- اودا نوبوکانه
- اودا نوبوتادا
- اودا نوبوتوکی
- اودا نوبویوکی
- اونیوا تسوناموتو
- اویامادا نوبوشیگه

S
- ساجی کازوناری
- سایتو توشی‌میتسو
- ساکای ماساهیسا
- ساکوما موریماسا
- ساکوما نوبوموری
- سانادا نوبوتسونا
- سانادا نوبویوکی
- سانادا یوکیمورا
- شیباتا ناگاآتسو
- شیما ساکون
- شیمازو ایه‌هیسا
- شیمازو توشی‌هیسا
- شیمازو تویوهیسا
- سوگو کازوماسا
- سوئه هاروکاتا

T
- تاچیبانا گینچیو
- تاچیبانا مونه‌شیگه
- تاکدا نوبوکادو
- تاکدا نوبوشیگه
- تاکه‌ناکا شیگه‌هارو
- تاکه‌ناکا شیگه‌کادو
- توری سونه‌ئمون
- تویوتومی هیده‌ناگا
- تویوتومی هیده‌یوری
- تسوتسوی ساداتسوگو

U
- اوئه‌سوگی کاگه‌تورا
- اوئه‌سوگی توموسادا
- اوجی‌ایه نائوتومو
- اوجی‌ایه یوکیهیرا
- اوسامی سادامیتسو

Y
- یاماگاتا ماساکاگه
- یاماموتو کانسوکه
- یاماناکا یوکیموری